# Liste der Kriegsfischkutter (Porträt)
Die Liste der Kriegsfischkutter (Porträt) ist eine Teilliste von Liste der Kriegsfischkutter.

## Schiffsporträts

### KFK 64
Teilliste von: Liste der Kriegsfischkutter KFK 1 bis 99 dort: KFK 64
| KFK 64          | KFK 64 |
| --------------- | --- |
| 1943            | gebaut auf der Scheepswerf „Het Fort“ G. de Vries-Lentsch, Nieuwendam, Amsterdam Hinweis: Nach Informationen des Eigner Herrn Frank Endler, ist die Gundrun laut Meßbrief in Swinemünde gebaut worden. Der Bauort Swinemünde wird auch in der „Amtlichen Liste der Seeschiffe 1965“ genannt. Möglicherweise ist die Gudrun daher nicht der KFK 64. |
| 29. Juni 1943   | Gr. West, Amsterdam, taktische Kennung als Minensuchboot: M 3670, 9. Sicherungs-Division |
| 1945            | in Kiel-Holtenau, Deutscher Minenräumdienst 1. Minenräumdivision (Kiel) MRD Kommando Schleswig-Holstein, 31. Minensuchflottille, Gruppe D, taktische Kennung: K 64 |
| November 1947   | MTU Bremerhaven, OMGUS (Kriegsbeute USA), Umbau bei Kieler Howaldtswerke AG, Schiffsname und Fischereikennzeichen: GUDRUN (KIE 735), verchartert an Wilhelm Krüger aus Heikendorf |
| 1948            | Verchartert an Albert Roespel, Laboe, Fischereikennzeichen: (BX 545) |
| 1953            | A. Roespel, Bremerhaven |
| 1953            | Übernahme durch die BRD |
| 1954 oder 1955  | angekauft, Laboe, Fischereikennzeichen: (SO 295) |
| August 1959     | Fischereikennzeichen: (SK 3) |
| 1961            | Fischereikennzeichen: (SK 3), Eigner: H.A. und Hermann Roespel |
| 1963            | Eigner: Albert H. und H. Roespel, Laboe |
| 1966            | Eigner: H. und H. Roespel, Laboe (Herm. Roepsel lt.) |
| 1972            | Eigner: Herm. und Helm. Roespel |
| 1976            | Eigner: G. Mahrt, Laboe, Sportangelfahrzeug |
| 2001            | Eigner W.Schuld fährt als Hochseeangelschiff ohne Fischereikennzeichen von Rostock aus. |
| August 2008     | |
| 22. August 2009 | Bildnachweis |
| 2010            | Eigner Frank Endler Reederei:Seetouristik & maritime Dienstleistungen |
| 2013            | Hebeschaden in der Schiffswerft Barth. Durch falsches Heben des Schiffes ist es in den Gurten gerutscht und beschädigt worden. Daraufhin wurde es von der SBG stillgelegt und musste leider abgewrackt werden. |

### KFK 124
Teilliste von: Liste der Kriegsfischkutter KFK 100 bis 199 dort: KFK 124
| KFK 124       | KFK 124 |
| ------------- | --- |
| Werft         | → Bröderna Larsson, Kristinehamn, Schweden |
| Datum         | Ereignis |
| Dezember 1943 | Marineoberkommando Norwegen, Hafenschutzflottille Stavanger → NS 35 |
| 1944          | vorgesehen als → Vs 629 in der 10. Sicherungs-Division |
| 29. Juli 1944 | → UJ 629 im 6. Küstensicherungsverband, Kommandant: Ostmann |
| Kriegsende    | Stavanger, Deutscher Minenräumdienst Norwegen |
| Januar 1946   | Kiel |
| Oktober 1946  | Eigner: OMGUS, Umbau zum Motorfischkutter bei Mau & Jacob in Heiligenhafen und Howaldt in Kiel, Charterer: John Much und Hans Hallmann, Heiligenhafen → HEIMAT (HEIL 26) |
| ?             | INGRID (TIM 11) |
| ?             | INGRID (KIE 743) |
| ?             | INGRID (SO 34) |
| ?             | INGRID (NC 429) |
| ?             | SIRIUS (SE 2), Eigner: Mikkelsen |
| 1978?         | verkauf an Zimmermann, Hamburg. SIRIUS?. In sechsjähriger Arbeit restauriert. Dabei wurden 20 m³ Kabala-Teak, afrikanisches Hartholz, ca. 600 m² Isoliermatten und über einen Kilometer Elektrokabel verarbeitet, Aufbauten und Decksplanken neu gefertigt, der ehemalige Fischraum zu Begegnungsräumen und Sozialtrakt umgebaut |
| 1987          | Verkauf nach St. Johns, Antigua, Segelfahrten mit anspruchsvollen Gästen in der Nord- und Ostsee (als SIRIUS?) |
| 1996          | Verkauf an Jensen Betriebsgesellschaft Lübeck (als SIRIUS?) |
| 2003          | Rückkauf nach Deutschland. Läuft mit ca. 25 Mitseglern als SIRIUS von Lübeck entlang der Ostküste und dänischen Südsee, nimmt an Sailveranstaltungen in Kiel, Lübeck und Rostock teil. Wird bei Regatten als Presseschiff und Begleitfahrzeug eingesetzt.                                                                        |
| April 2010    | |

### KFK 144
Teilliste von: Liste der Kriegsfischkutter KFK 100 bis 199 dort: KFK 144
| KFK 144              | KFK 144 |
| -------------------- | --- |
| Werft                | → Ernst Burmester Schiffswerft KG Swinemünde-Ost |
| 16. November 1942    | Abnahme |
| 17. November 1942    | → M 3113 |
| 13. März 1943        | Marineoberkommando Norwegen, Hafenschutzflottille Bergen → NB 51, vorgesehen für Hafenschutzflottille Narvik als → NN 14                                                                                              |
| 1. Juni 1944         | 5. Küstensicherungsverband → VP 5521 |
| 1945                 | GM/SA Norwegen |
| Juli 1946            | Res.(?) Kiel |
| Oktober 1946         | H. & P. Mischke, Burgstaaken |
| 1947                 | Kriegsbeute USA? |
| 1947                 | MFK, Charter durch Paul Mischke und Roderich Landsberger, Kiel → KLAUS (KIE 722)? |
| September 1947       | H. & P. Mischke, Burgstaaken? |
| 1948                 | Umbau bei Howaldt in Kiel |
| 194?                 | MFK, Charter durch Gerhard Spiering sen., Travemünde → POLLUX (BX 551) |
| 20. August 1953      | Übertragung von der OMGUS an die BRD als → POLLUX (BX 551), angenommener Wert: 40 000 DM |
| 1953                 | → POLLUX (KIE 722) |
| 1953                 | G. Spiering sen., Travemünde |
| 1956 oder April 1955 | Ankauf durch Siegfried Spiering, Travemünde → POLLUX (SO 274) |
| 1959                 | H. Boebs → POLLUX (SL 1781) |
| 1964                 | → POLLUX (SL 17) |
| 1986                 | als Privatyacht(?) von Dr. K. Clausen → POLLUX |
| 1991                 | K. P. Clausen mit Fotobeleg von 2000 |
| 2008 oder früher     | → LILLY mit Heimathafen Flensburg, Eigner: Dr. Antal Reissenberger Name, Registerhafen und Eignerinformation am Schiff gesehen und fotografiert im Mai 2008                                                           |
| Mai 2008             | laut Informationstafeln am Schiff steht es zum Verkauf |
| 2009                 | |
| 2010                 | verkauft an Guenther Hertz, Überführung mit eigenem Antrieb nach Walvis Bay / Namibia 2015 Zustand schlecht, Rumpf verfällt, schwimmendes Wrack an einer Mooring, Name Lilly mit Heimathafen Flensburg noch erkennbar |

### KFK 197
Teilliste von: Liste der Kriegsfischkutter KFK 100 bis 199 dort: KFK 197
| KFK 197                           | KFK 197 |
| --------------------------------- | --- |
| Werft                             | → Ernst Burmester Schiffswerft K.G., Swinemünde-Ost |
| Datum                             | Ereignis |
| 16. März 1943                     | Kiellegung |
| 7. Mai 1943                       | Stapellauf |
| 31. Mai 1943                      | Abnahme |
| Mai 1943                          | in Dienst gestellt für die Gruppe Süd/Schwarzes Meer und vorgesehen als → UJ 2313 |
| 29. November 1943                 | Tarnname WERRA für Überführung in die Ägäis |
| 21. Januar 1944                   | Überführung in die Ägäis. War zunächst für den 17. Dezember 1943 geplant und dann 12. Januar 1944 ab Warna |
| 10. Januar 1944                   | dort eingetroffen |
| 23. Januar 1944                   | an Portolago vom Schwarzen Meer zur Flottille |
| 23. Februar 1944                  | Fertigstellung in Piraeus |
| 8. März 1944                      | in Dienst für die Küstenschutzflottille Dodekanes bei deren Aufstellung als → GD 94 |
| 7. April 1944                     | wird erstmals auf der Reise von Piraeus nach Carlowasi gemeldet |
| 16. April 1944 bis 17. April 1944 | Fahrt von Coos nach Portolago |
| 17. April 1944                    | - um 01.45 Uhr bei Koos-Portalage nach Angriff durch britische Motortorpedoboote und Schnellboote in Brand geschossen und - um 03.00 Uhr 3 km westlich Pserimo gesunken. - Meldung: am 17. April 1944 gesunken |

### KFK 327
Teilliste von: Liste der Kriegsfischkutter KFK 300 bis 399 dort: KFK 327
| KFK 327         | KFK 327 |
| --------------- | --- |
| Werft           | → Ernst Burmester Schiffswerft K.G., Swinemünde-Ostswine                                                                            |
| Datum           | Ereignis |
|                 | als → Vs 250 in der Ostsee |
| 8. März 1945    | vor Sassnitz nach einer Minendetonation gesunken                                                                                    |
| nach Kriegsende | - gehoben - in der Horn-Werft (Wolgast) repariert, neu beplankt und ausgebaut                                                       |
|                 | als Fischkutter und Fischereiforschungsschiff → GADUS (SAS 300) von Sassnitz (Insel Rügen) und später Karlshagen (Insel Usedom) aus |
| 1969            | - als Geschenk der Karlshagener Fischer an das „Haus der Pioniere“ in Rostock - seitdem als Ausbildungsschiff → SEID BEREIT         |
| 1990            | für Likedeeler e. V. als Jugenschiff MS → VAGEL GRIP                                                                                |
| 2005            | - Beinahe-Verschrottung - Verkauf und Generalüberholung in Polen                                                                    |
| 25. Juli 2010   | am Liegeplatz im Alten Strom in Warnemünde gesunken, am 28. Juli 2010 wieder gehoben                                                |
| 15. Januar 2011 | am Liegeplatz im Stadthafen Rostock erneut gesunken                                                                                 |
| Bilder          | |
|                 | |

### KFK 377
Teilliste von: Liste der Kriegsfischkutter KFK 300 bis 399 dort: KFK 377
| KFK 377         | KFK 377 |
| --------------- | --- |
| Werft           | → Ernst Burmester Schiffswerft K.G., Swinemünde-Ost |
| Datum           | Ereignis |
| 1944            | gebaut |
| März 1944       | Marineoberkommando Norwegen, Hafenschutzflottille Kristiansand-Süd, Kennung: → NK 17 |
| Oktober 1945    | Deutscher Minenräumdienst, 4. Minenräumdivision (Kristiansand) Transportverband Kristiansand-Süd, Kennung: → NK 17 (→ K 377)                                                                                      |
| Januar 1946     | Reserve Kiel |
| Januar 1947     | → ZUFRIEDENHEIT → (KIE 727), E. Kirsch und E. Strahl, Lübeck-Travemünde, Umbau bei Burmester (Travemünde???) |
| 194?            | nur E. Strahl, Lübeck-Travemünde |
|                 | Charter F. Gehl Lübeck-Travemünde |
| 1951            | → (TRA 24) |
| Juli 1954       | nur E. Strahl, Lübeck-Travemünde → (SO 216) |
| August 1959     | → (SL 2) |
| Juni 1972       | H. Koesling |
| 1973            | Sportangelfahrzeug |
| Dezember 2000   | Verkauf nach Warnemünde, Rufzeichen: DKLQ, als MS ZUFRIEDENHEIT in Rostock. |
| August 2009     | |
| 2. Juni 2019    | Brand auf dem Fischkutter "Zufriedenheit" im Alter Strom Warnemünde. Polizeimeldung Rostock: Brand auf dem Fischkutter "Zufriedenheit" im Alter Strom Warnemünde. In: gemo-netz.de. Abgerufen am 24. Januar 2021. |
| 13. Januar 2020 | Letzte Fahrt am 13. Januar 2020, Abbruch nachfolgend. |

### KFK 380
Teilliste von: Liste der Kriegsfischkutter KFK 300 bis 399 dort: KFK 380
| KFK 380            | KFK 380 |
| ------------------ | --- |
| Werft              | → Ernst Burmester Schiffswerft K.G., Swinemünde-Ost |
| Datum              | Ereignis |
| Oktober 1944       | Stapellauf (lt. Baufortschrittsbuch der Werft) |
|                    | OTTO (SC 28) |
| 30. September 1950 | aufgelegt in HH-Finkenwerder |
| 1. Oktober 1953    | der BRD übertragen |
| 21. Januar 1954    | Charter: Alois Hans Pekeler, Schiffsname und Fischereikennzeichen: ANKE (SG 18), Unterscheidungssignal: DIYH                                                      |
| April 1955         | Chartererwechsel |
|                    | Fischereikennzeichen: (SO 282) |
|                    | Fischereikennzeichen: (SH 16) |
| 7. Dezember 1971   | Eigner: Kapitän Helmut Jupitz aus Bad Schwartau, umbenannt in ALDEBARAN I, Heimathafen: Eckernförde, Typ/Verwendung: Motoryacht (lt. BSH?)                        |
| 1972               | Verwendung: Sportangelfahrzeug |
| 1983               | Bildnachweis für die Verwendung als Hochseeangelfahrzeug von Eckernförde aus (siehe Aufschrift/Tel.nr. am Steuerhaus)                                             |
| 16. März 1991      | Eintrag SSR-Rostock-Stadt-3097 |
| 8. April 1991      | im SSR-Kiel-2096 gestrichen, Heimathafen: Stralsund |
| 8. Juni 1990       | Eintrag Kauf: für Fa. Klaus Baumeister |
|                    | Überführung ins Mittelmeer verbracht |
|                    | evtl. Versteigerung oder Verkauf ins Ausland (lt. Recherche H. Danner)                                                                                            |
| Mai 1994           | Sichtung in Palma de Mallorca unter spanischer Flagge noch im Erscheinungsbild des Bildnachweises von 1983 (Quelle: KFK-Forum unter fky.org)                      |
|                    | Spanien, Palma de Mallorca ALDEBARAN I (8APM-1-3-94), Transportschiff des "Parque Nacional de Cabrera"                                                            |
| 11. September 2003 | Bildnachweis vor Palma de Mallorca |
| 9. Juni 2005       | Bildnachweis vor Palma de Mallorca |
| 14. Oktober 2008   | Bildnachweis vor Palma de Mallorca |
| 7. September 2015  | Abgewrackt an der Mole in Porto Pí (31. August bis 4. September 2015, Hafen von Palma de Mallorca). Pressetitel:„Kriegsfischkutter der Nazis in Palma abgewrackt“ |

### KFK 381
Teilliste von: Liste der Kriegsfischkutter KFK 300 bis 399 dort: KFK 381
| KFK 381                         | KFK 381 |
| ------------------------------- | --- |
| Werft                           | → Ernst Burmester Schiffswerft K.G., Swinemünde-Ostswine |
| Datum                           | Ereignis |
| März 1944                       | Einsatz durch das Marineoberkommando Nord als Hafenschutzboot in der Hafenschutzflottille Ijmuiden, Taktische Kennung: → HI 12                                                                                         |
| Kriegsende                      | Ijmuiden, Hafenkommando |
| danach                          | Deutscher Minenräumdienst, Wilhelmshaven |
| Dezember 1946                   | gechartert als Fischkutter durch K. Kraiss, Büsum |
| 194?                            | Schiffsname: BETTY STRÜBEN, G. Strüben, Büsum, Umbau A. von Cölln Hamburg-Finkenwerder, Fischereikennzeichen SC 25 |
| 1947                            | Schiffsname: SIGRID |
| 1954                            | G. Greifswald, Kiel, Bergungsmotorschiff |
| 1973                            | W. Neehus, Motoryacht |
| 1976                            | G. Koziel |
| 1981                            | H.W. Spicker |
| 1983                            | Schiffsname: EXCALIBUR, Eignergemeinschaft Spicker, Kiel |
| 1984                            | H. Spicker |
| 1985                            | H. Herbst |
| 198?                            | U.W. Baierlein |
| 198?                            | Eignergemeinschaft aus 13 Eignern, Register: SSR Kiel, Umbau zum Luxusmotorsegler (Gaffelschoner) für Kreuzfahrten in der Karibik                                                                                      |
| 198?                            | Versteigerung. Drei der Voreigner ersteigern das Schiff |
| 1988                            | S. und G. Wenny kaufen die EXCALIBUR in Hamburg-Harburg auf der Jöhnk-Werft (Register bleibt SSR Kiel) |
|                                 | Einsatz für Tauchsafaris im Mittelmeer vor allem im Toskana-Archipel, später kurzzeitig um Malta, dann im Rotes Meer von Hurghada aus. EXCALIBUR ist weithin bekannt als das "Susanna-Schiff" oder "Susanna’s Schiff". |
| 1992                            | Baierlein Eignergemeinschaft (Widerspruch zu) |
| ca. 1993                        | S. Wenny aus Register gestrichen |
| Juni 1995                       | im Register vorhanden |
| 14. Dezember 1995               | vor Hurghada vor Anker liegend Brand im Maschinenraum durch elektrischen Kurzschluss. Die Besatzung konnte sich rechtzeitig in Sicherheit bringen                                                                      |
| 15. Dezember 1995, ca. 4:30 Uhr | Schiff gesunken. Seitdem ufernahe Attraktion für Tauchanfänger. Das Wrack wird oft fälschlicherweise als SUSANNA oder SUSANNAH bezeichnet (Grund: Siehe Vorgeschichte).                                                |

### KFK 394
Teilliste von: Liste der Kriegsfischkutter KFK 300 bis 399 dort: KFK 394
| KFK 394          | KFK 394 |
| ---------------- | --- |
| Werft            | → Ernst Burmester Schiffswerft K.G., Swinemünde-Ostswine, Baunummer: 257                                       |
| Mai 1944         | Marineoberkommando Nord, 5. Sicherungs-Division, taktische Kennung: V 1270                                     |
| 1945             | in Tönning oder Wesermünde, Deutscher Minenräumdienst                                                          |
| 1946             | britische Beute                                                                                                |
| Januar 1946      | Hamburg Sandtorhafen, danach bei Howaldt in Hamburg zum Fischkutter umgebaut                                   |
| 29. Oktober 1946 | als AUDIEK mit Fischereikennzeichen: HF 407 für Charterer Henri J. Winter aus Hamburg-Finkenwerder registriert |
| 1953             | Charter in Hamburg-Cranz                                                                                       |
| 1954             | angekauft durch Henri J. Winter, Hamburg-Finkenwerder                                                          |
| 1961             | Witwe Käthe G. und Anke Winter                                                                                 |
| 1963             | H. Jonas, Schulau, Fischereikennzeichen: SS 67 (lt. erst 1964)                                                 |
| 1973             | Wedel |
| 1974             | Schulau |
| 1977             | Hamburg-Finkenwerder, Fischereikennzeichen: HF 565                                                             |
| 1988             | E. Wilms |
| 1993             | im Seeschiffsregister Hamburg                                                                                  |
| 1995             | im Register gestrichen                                                                                         |
| 2005             | Verein Integratives Segeln Bremerhaven lt. Dr. H. Danner im Forum von fky.org                                  |
|                  | als THOR in Bremerhaven im Schaufenster Fischereihafen                                                         |
| Dezember 2007    | stand zum Verkauf                                                                                              |
| 2011             | steht weiterhin zum Verkauf                                                                                    |
| 2014             | im Fischereihafen Bremerhaven gesunken                                                                         |

### KFK 395
Teilliste von: Liste der Kriegsfischkutter KFK 300 bis 399 dort: KFK 395
| KFK 395          | KFK 395 |
| ---------------- | --- |
| Werft            | → Ernst Burmester Schiffswerft K.G., Swinemünde-Ostswine |
| Datum            | Ereignis |
| Mai 1944         | gebaut |
|                  | eingesetzt als → Vs 251 Schiffsname "OMGUS" in der Ostsee |
| nach Kriegsende  | in Gelting und Einsatz danach bei GM/SA Dänemark (Minenräumung) |
| November 1947    | an OMGUS zum zivilen Einsatz als → URSEL |
| 1955             | an H. Wohlt Bremerhaven, → URSEL → (BX 644) |
| 1959             | an H. Neumann Bremerhaven, → URSEL → (BX 644) |
| 1972             | an H&O Weber, Bremerhaven, → BAERBEL → (BX 644) |
| 1973             | an F. Zimmermann, Bremerhaven, → BAERBEL II → (BX 644) |
| 1977             | an F. Bruhn, Maasholm, Umbau zum Angelkutter, → BAERBEL II |
| 1987             | aufwendiger Um- und Ausbau zum sogenannten "Mehrtagesfahrer" (Fahrgastschiff) mit hohem finanziellen Einsatz auf der Werft Modersitzki in Maasholm |
| 2005–2008        | umfangreiche Instandhaltungen. Von dem ehemaligen KFK ist bis auf das Spantengerüst (hochwertiger Schiffbaustahl; einer der wenigen Kutter, die diesen Stahl bekamen) und die im vorderen Hauptdeck eingebaute Verstärkung für das Geschütz und das original Barometer nichts mehr übrig. |
| 2. Dezember 2008 | Übernahme durch die Reederei Landschof GmbH als Ersatz für das auszumusternde MS NICKELSWALDE I. |
| 1. Januar 2009   | Aus Reederei Landschof GmbH wird Reederei Thomas Naatz GmbH und Umbenennung in JULE |
| Bilder           | |
|                  | |

### KFK 500
Teilliste von: Liste der Kriegsfischkutter KFK 500 bis 599 dort: KFK 500
| KFK 500        | KFK 500 |
| -------------- | --- |
| Werft:         | → Ernst Burmester Schiffswerft K.G., Swinemünde-Ost |
| ? 194?         | Abnahme |
| Juli 1944      | Marinegruppenkommando West, Schulflottille |
| September 1944 | → UJ 1442 in der 14. U-Bootsjagdflottille bei der 2. Sicherungs-Division an der Westküste Frankreichs. (1942–1944 Bis zur Invasion in der Regel von Lorient und Auray aus eingesetzt) 1944–45 Nach der Invasion verblieb die Flotte in Lorient und wurde dort dem Seekommandanten unterstellt. |
| Februar 1945   | → Vs 609 in der 6 Sicherungsflottille (9. Sicherungs-Division) (lt. 10. SiDi) |
| 194?           | fragliche Einträge → DW 38, → V 1811 (Quellen? Bitte belegen, sonst löschen!) |
| ? 1945         | als K 500 in der KFK-Sondergruppe der Minenräumdivision Kiel, lt. 'SoGr. Lamprecht' |
| Dezember 1946  | Umbau zum Fischkutter auf Deutscher Werft Hamburg, Fischkutter → KEHRWIEDER → (HF 431) von J.Hustedt in Hamburg-Finkenwerder aus |
| 1952           | Fischkutter → KEHRWIEDER → (HEIL 22) von P. Much in Heiligenhafen |
| Dezember 1954  | Fischkutter → KEHRWIEDER → (SO 44) von O. Pahlke sen. & jun. in Burgstaaken |
| Februar 1957   | Fischkutter → KEHRWIEDER → (SK 21) von H. & K. Baumeister in Heikendorf |
| 1972           | F. Bruhn als Eigner |
| 1973           | Sportangelfahrzeug (Hochseeangelkutter) |
| 1974           | Verlegung nach Maasholm (Hochseeangelkutter) |
| 1983           | weiterhin F. Bruhn |
| 1999           | letzte Erwähnung (in welchem Register?) |
| ????           | Fährt als Hochseeangelkutter → KEHRWIEDER von Rostock-Warnemünde aus Rufzeichen: DJXN, |
| 2009           | |

### KFK 626
Teilliste von: Liste der Kriegsfischkutter KFK 600 bis 699 dort: KFK 626
| KFK 626           | KFK 626                                  |
| ----------------- | ---------------------------------------- |
| Werft             | → Burmester-Werft Swinemünde-Ost         |
| Datum             | Ereignis                                 |
| 19. Dezember 1944 | → NO 46                                  |
| ca. oder vor 1953 | BORKUMRIFF (BX 500)                      |
| bis um 1972       | BORKUMRIFF (HF 524) J.Meyer Finkenwerder |
| ?                 | nach den Niederlanden verkauft als Yacht |
| 1980              | LONNEKE, Terschelling                    |
| 1991              | Wohnschiff INEKE, Ijmuiden/Beverwijk     |
| um 2003           | wieder LONNEKE, Amsterdam                |